# The Da Vinci Treasure
Pour plus de détails, voir Fiche technique et Distribution.
The Da Vinci Treasure (Le Trésor de De Vinci) est un film américain réalisé par Peter Mervis, sorti en 2006. Le film est considéré comme un mockbuster du film de 2006 The Da Vinci Code, les deux films sont sortis dans le même mois.

## Synopsis
Le film est centré sur Michael Archer (C. Thomas Howell), un anthropologue médico-légal qui découvre par inadvertance un ensemble d’indices subtils dans les œuvres de Léonard de Vinci, qui, lorsqu’ils sont interprétés correctement, conduiront le chercheur à « l’illumination ». Le secret a le potentiel d’ébranler les fondements de la société moderne.
Archer, convaincu de l’authenticité des indices, entreprend de localiser le trésor en parcourant le monde, en suivant chaque indice. Au fil du temps, cependant, Archer se rend vite compte qu’il n’est pas seul dans la quête du trésor et qu’il doit combattre d’autres chercheurs de trésors, plus déterminés, qui le verraient plutôt mort.

## Distribution
- C. Thomas Howell : Michael Archer
- Lance Henriksen : docteur John Coven
- Nicole Sherwin : Giulia Pedina
- Alexis Zibolis : Samantha West

## Accueil

### Réception critique
L’efilmcritic, tout en déclarant que The Asylum peut parfois faire de bons film, a trouvé que ce film plagiait à la fois Le Da Vinci Code et Benjamin Gates et le Trésor des Templiers, et a trouvé le film décevant et « paresseux », avec des tentatives infructueuses d’être historiquement exact. TV Guide a trouvé le film « bon marché ». Radiotimes a donné au film une étoile sur cinq.